# Pluviôse

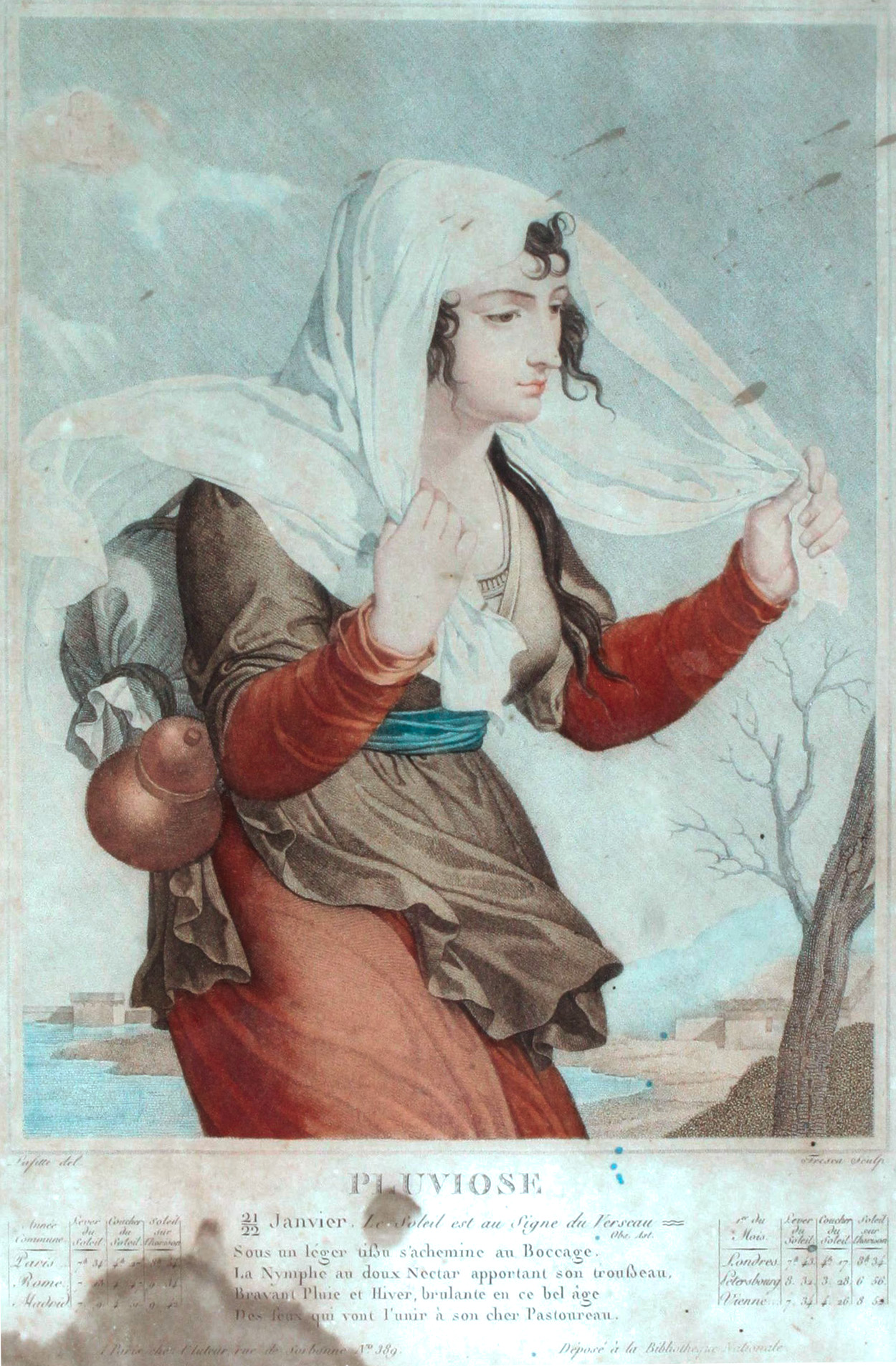
Alegoria Pluviôse'a

Pluviôse (z łac. pluviosus = 'deszczowy') – piąty miesiąc we francuskim kalendarzu rewolucyjnym, drugi miesiąc zimy. Trwał od 20 stycznia do 18 lutego.
Po pluviôse następował miesiąc ventôse.